# Derek Jeter
Derek Sanderson Jeter (né le 26 juin 1974 à Pequannock, New Jersey, États-Unis) est un ancien joueur de baseball américain qui évolue au poste d'arrêt-court pour les Yankees de New York dans la Ligue majeure de baseball de 1995 à 2014. Depuis 2017, il est chef de la direction et copropriétaire minoritaire des Marlins de Miami.
Derek Jeter occupe le 6e rang de l'histoire des Ligues majeures de baseball avec 3 465 coups sûrs. Joueur des Yankees pendant 20 saisons, le célèbre numéro 2 est le capitaine de l'équipe à partir de 2003. Nommé recrue de l'année de la Ligue américaine à sa première saison complète en 1996, Jeter est sélectionné pour 14 matchs d'étoiles, remporte 5 Bâtons d'argent, deux prix Hank Aaron, 5 Gants dorés, est nommé joueur par excellence de la Série mondiale en 2000 et participe à 5 conquêtes de la Série mondiale par les Yankees, en 1996, 1998, 1999, 2000 et 2009. 
Aucun autre joueur n'a joué autant de matchs (2 747) avec les Yankees de New York. Il détient les records de franchise pour les doubles (544) et les buts volés (358) et est le meilleur frappeur de coups sûrs de l'histoire de l'ancien Yankee Stadium de New York, où il en a réussi 1 271. Il est l'un des 4 joueurs de l'histoire du baseball majeur à avoir connu au moins 1 000 matchs de plus d'un coup sûr. Il partage avec Hank Aaron un record de 17 saisons consécutives avec au moins 150 coups sûrs par année. Jeter détient le record du plus grand nombre de matchs joués en carrière à l'arrêt-court dans les Ligues majeures et le plus grand nombre de coups sûrs en carrière par un arrêt-court.

## Carrière amateur

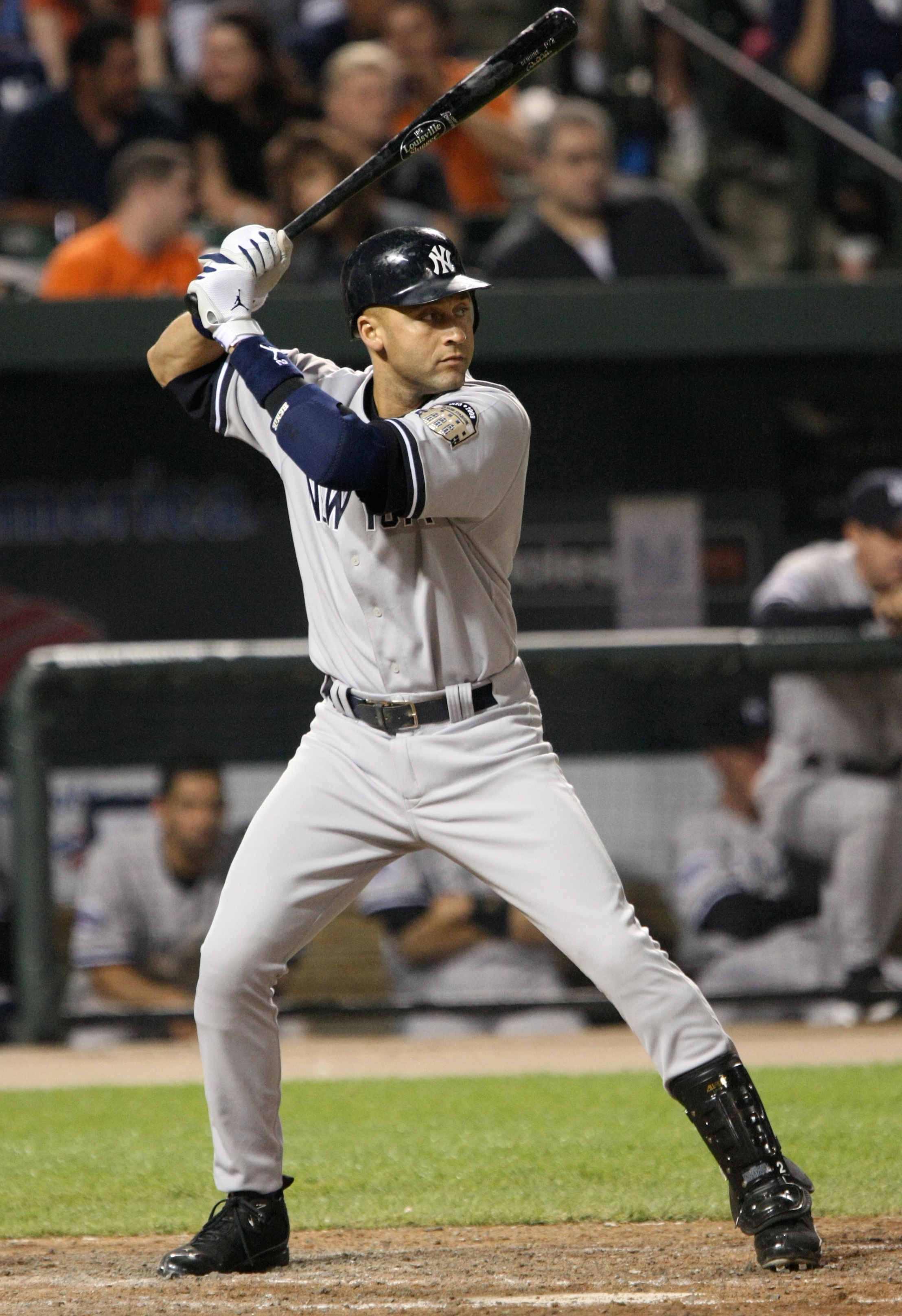
Derek Jeter au bâton en 2008 pour les Yankees.

Derek Jeter a suivi ses études au lycée de Kalamazoo (Michigan) où il fut membre de l'équipe de basket-ball et de baseball. Il frappe avec une moyenne de 0,557 lors de sa troisième année et il confirme l'année suivante avec une moyenne de 0,508. Il reçoit de nombreuses distinctions dont le titre de meilleur joueur de lycée par le quotidien USA Today à la fin de sa scolarité en 1992.
Il obtient une bourse pour rejoindre l'Université du Michigan, mais choisit d'entamer une carrière professionnelle lorsque les Yankees de New York le sélectionnent au premier tour de la draft 1992 (6e choix global). Il suit quand même les cours de l'université pendant le premier semestre de 1992.

## Carrière professionnelle

### Ligues mineures
Derek Jeter a passé ses quatre premières années professionnelles en ligues mineures dans l'organisation des Yankees. En 1993, il est nommé Meilleur joueur de la Ligue Atlantique Sud par les gérants de la ligue avec 5 circuits, 71 points produits et 18 buts volés, et malgré 56 erreurs en 126 matchs au poste d'arrêt-court.
En 1994, il partage sa saison entre Tampa (niveau A), Albany (niveau AA) et Columbus (Ligue internationale). Il est nommé Meilleur joueur de l'année en ligue mineure par Baseball America, The Sporting News et USA Today Baseball avec 5 circuits, 68 points produits, 50 buts volés et une moyenne au bâton de 0,344. Il est aussi le Meilleur joueur de la Ligue de l'État de Floride.
En 1995, il poursuit sa progression en commençant sa saison à Columbus. Il est appelé en Ligue majeure à la fin du mois de mai pour remplacer Tony Fernandez, blessé, et commence son premier match face aux Mariners de Seattle. Il ne frappe aucun coup sûr en cinq présences au bâton. Après 13 matchs, il repart pour Columbus. Il termine sa saison en Ligue internationale avec une moyenne de 0,317. Il est rappelé dans l'effectif des Yankees pour deux rencontres au mois de septembre.

### Ligue majeure

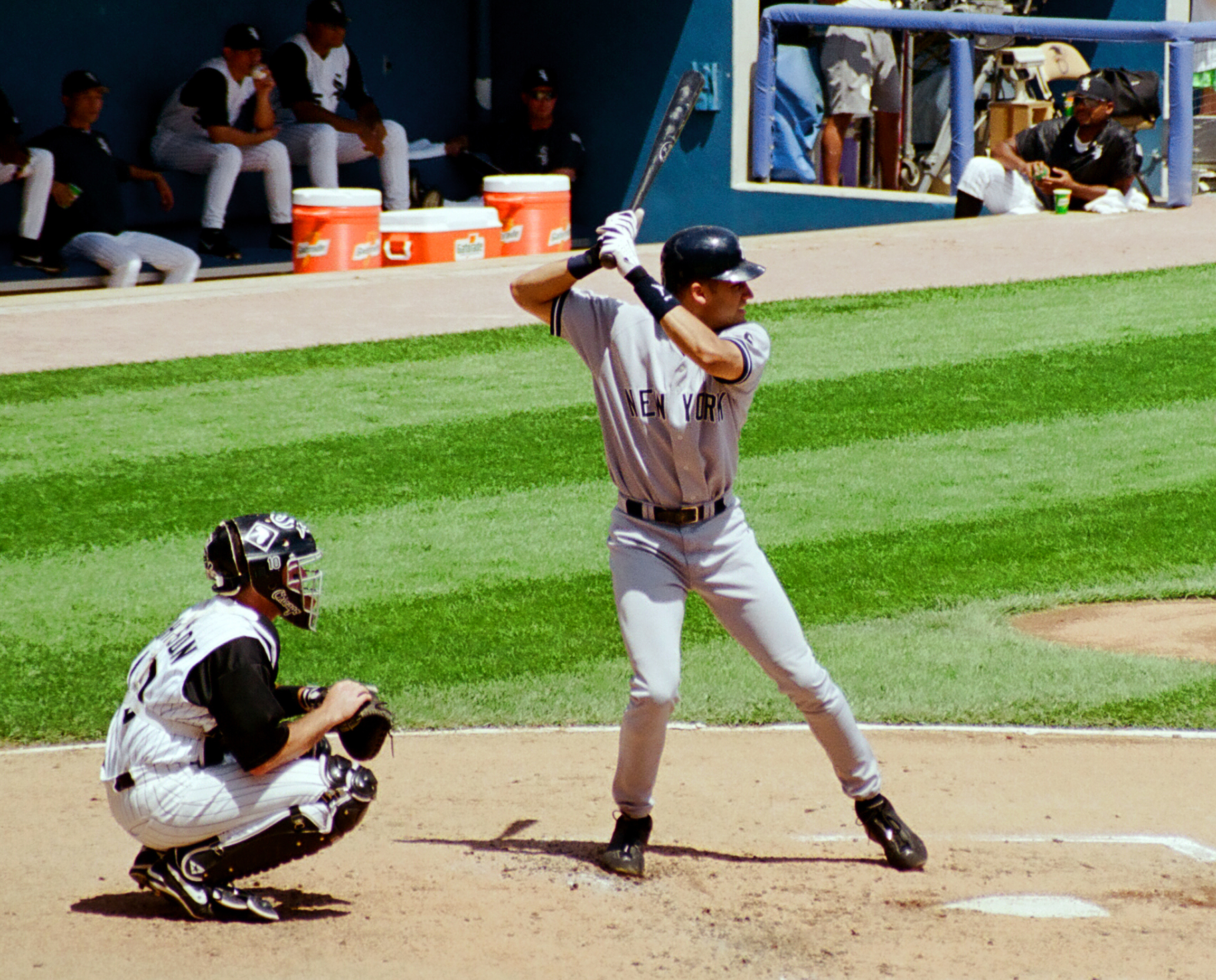
Derek Jeter en 1999.

#### Saison 1996
En 1996, il est l'arrêt-court titulaire des Yankees pour sa première saison complète en Ligue majeure. Pour son premier match de la saison, il réussit son premier coup de circuit au plus haut niveau. En 157 matchs, il accumule 10 circuits, 78 points produits et obtient une moyenne au bâton de 0,314, ce qui lui permet de décrocher le trophée de Recrue de l'année. En fin de saison, il participe à sa première série mondiale avec les Yankees. Sous la direction de Joe Torre, l'équipe remporte le titre de champion qui lui échappait depuis 1978.

#### Saison 1998
En 1998, il est sélectionné pour son premier match des étoiles avec la Ligue américaine. Il termine la saison avec une moyenne au bâton de 0,324, 203 coups sûrs et 19 circuits. Il finit troisième lors du vote du Meilleur joueur de Ligue américaine, devancé par Juan Gonzalez et Nomar Garciaparra. Les Yankees remportent un nouveau titre en balayant les Padres de San Diego en 4 matchs. 

#### Saison 1999
Jeter atteint les buts lors de ses 53 premiers matchs en 1999 (du 5 avril au 5 juin), battant le record des majeures (52 matchs, par Frank Thomas en 1996) pour la plus longue série du genre pour amorcer une saison.
En 1999, il mène la Ligue américaine pour le nombre de coups sûrs (219) et finit deuxième à la moyenne au bâton (,349) et au nombre de points marqués. Il ne se classe que 6e lors du vote du Meilleur joueur, décerné à Ivan Rodriguez, le receveur des Rangers du Texas. Il maintient une moyenne au bâton de ,371 lorsque le lanceur adverse a un compte d'aucune balle et deux prises contre lui, une situation dans laquelle la moyenne de la ligue n'est que de ,167 cette année-là. Il remporte un nouveau titre de champion avec les Yankees en balayant les Braves d'Atlanta toujours en 4 matchs.

#### Saison 2000
En 2000, Derek Jeter devient le premier joueur des Yankees à remporter le trophée de Meilleur joueur du match des étoiles. Avec 3 coups sûrs, 2 points produits et un point marqué, il participe à la victoire des étoiles de la Ligue américaine 6 à 3. En fin de saison, il est élu Meilleur joueur de la série mondiale après le troisième titre consécutif des Yankees, conquis cette fois aux dépens des Mets de New York en 5 matchs.

#### Saison 2001
En 2001, la Série mondiale, qui se joue habituellement en octobre, est retardée à la suite des attentats du 11 septembre. Dans une série serrée contre les Diamondbacks de l'Arizona, Derek Jeter frappe un coup de circuit victorieux en prolongation lors du match 4 débuté le 31 octobre. Le match s'étant prolongé dans la nuit, Jeter est le premier joueur de l'histoire de la Ligue majeure à frapper un circuit au mois de novembre. Sa frappe décisive lui vaudra le surnom de Mister November, en référence au surnom de Reggie Jackson, Mister October. Malgré cet exploit, les Yankees s'inclineront après sept matchs.

#### Saison 2005

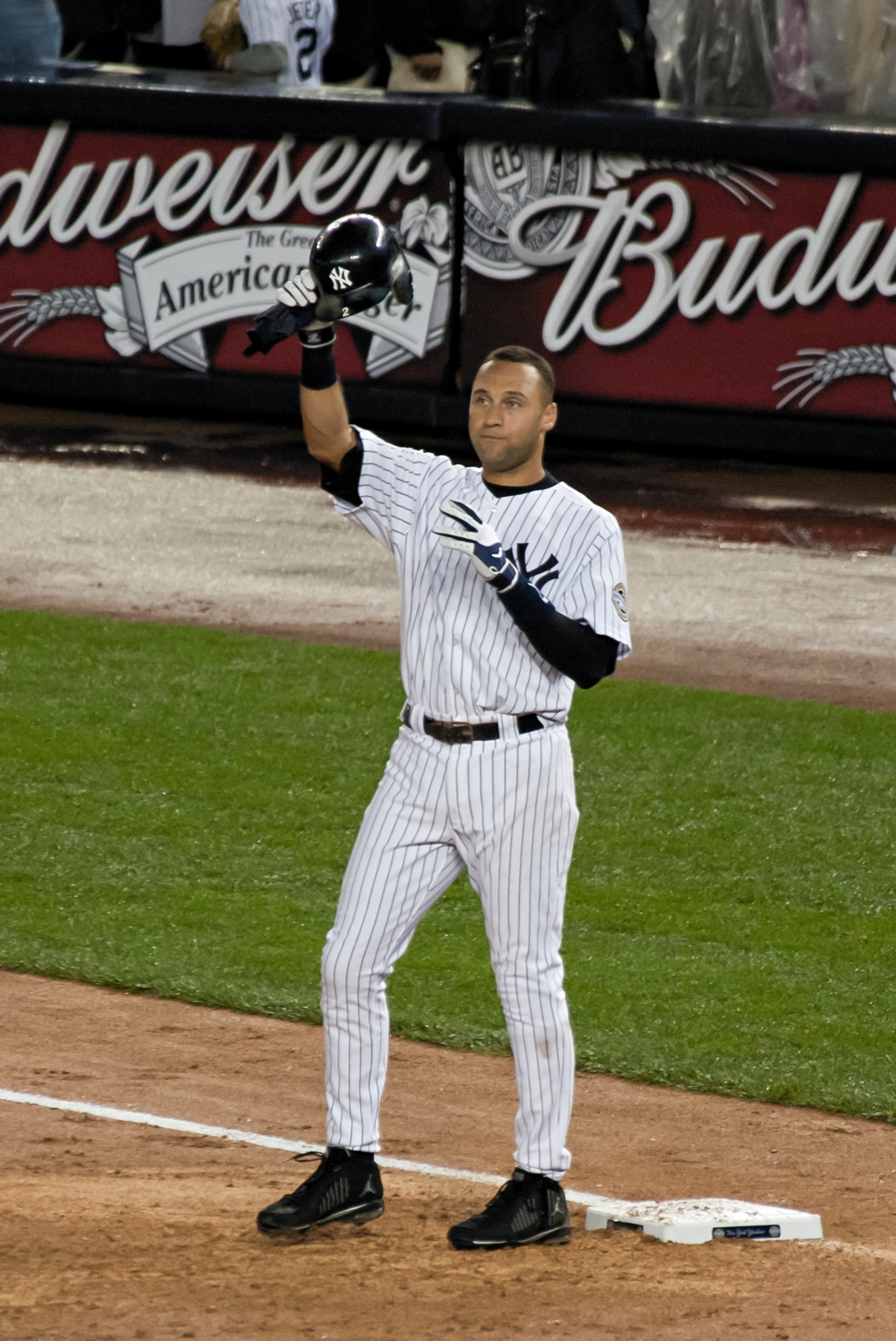
Derek Jeter salue la foule après avoir battu le record de Lou Gehrig pour le plus grand nombre de coups sûrs en carrière avec les Yankees.

#### Saison 2008
Le 11 septembre 2008 à New York, Jeter frappe son 2722e coup sûr comme membre des Yankees, surpassant une marque d'équipe établie en 1939 par Lou Gehrig.
Le 16 septembre 2008, il réussit contre le lanceur Gavin Floyd des White Sox de Chicago son 1 271e coup sûr au Yankee Stadium de New York, pour battre le record de Lou Gehrig du plus grand nombre de coups sûrs frappés dans ce stade ouvert en 1923. Le record est battu alors qu'il ne reste que 5 matchs à être joués dans la vénérable enceinte, qui ferme ses portes et est remplacée l'année suivante par un nouveau Yankee Stadium.

#### Saison 2009
Il est désigné Sportif de l'année en 2009 par l'hebdomadaire Sports Illustrated.

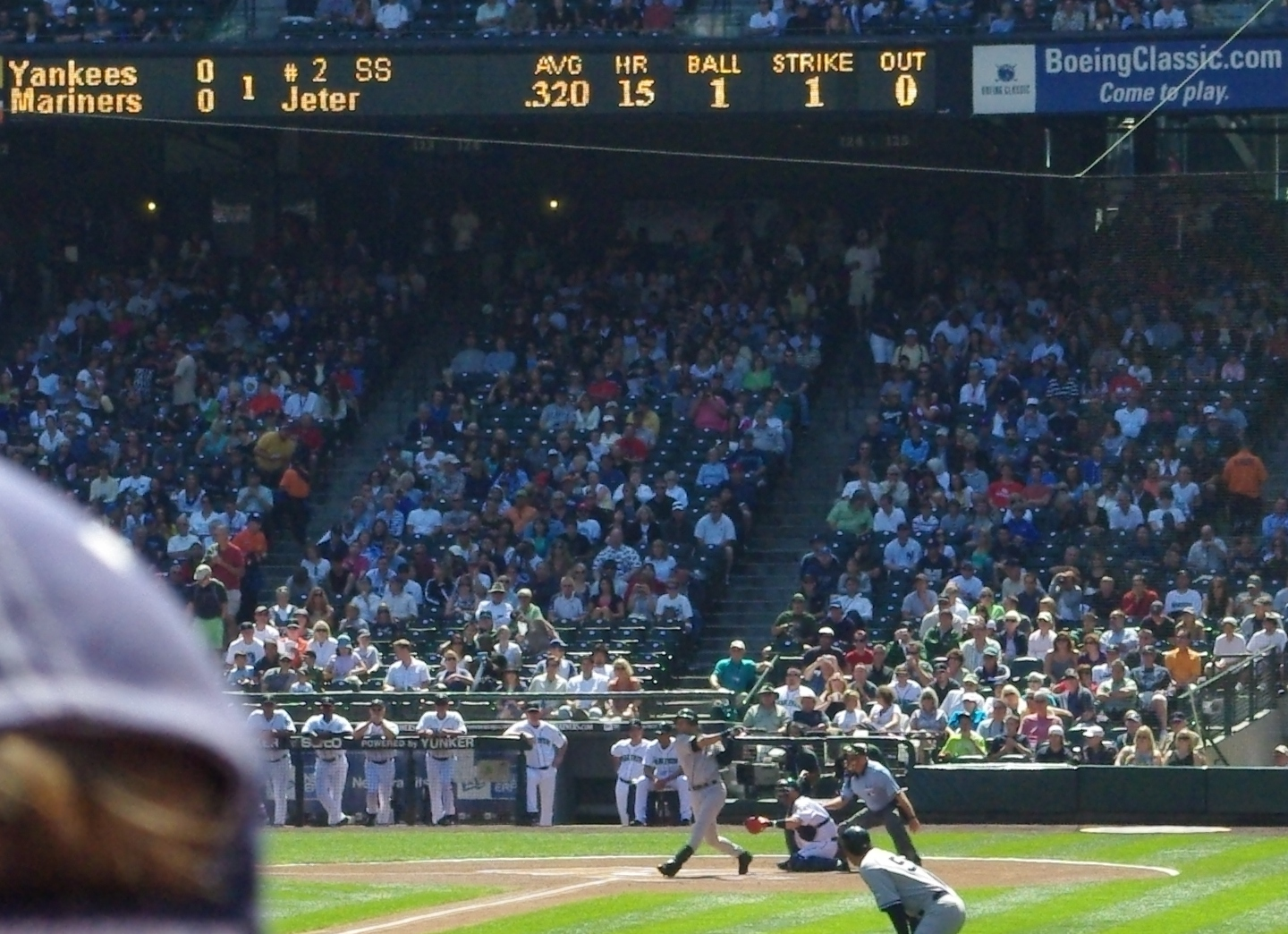
Coup sûr de Derek Jeter qui égale la marque de Luis Aparicio pour le plus grand total par un arrêt-court, le 16 août 2009 à Seattle.

En 2009, Jeter connaît à 35 ans l'une de ses meilleures saisons en carrière : moyenne au bâton de ,334 et 212 coups sûrs. Il participe au match des étoiles pour la 10e fois et reçoit un 4e Gant doré pour son excellence en défensive, devenant à 35 ans le second joueur d'arrêt-court le plus âgé à recevoir cette récompense après Luis Aparicio, âgé de 36 ans lors de son dernier Gant doré en 1970. Il gagne aussi pour 2009 le Bâton d'argent comme meilleur arrêt-court offensif de la Ligue américaine.
En cours de saison, Jeter bat le record de Luis Aparicio pour le plus grand nombre de coups sûrs en carrière par un joueur d'arrêt-court. Il abat la marque de 2 674 réalisée par Aparicio entre 1956 et 1973. Il atteint le total de 2 675 dans un match des Yankees face aux Mariners, le 16 août 2009 à Seattle. Les deux coups sûrs sont frappés aux dépens du lanceur Doug Fister.

#### Saison 2010
Le 8 août 2010 au Yankee Stadium face aux Red Sox, Jeter frappe son 2874e coup sûr en carrière, devançant au 39e rang de l'histoire le légendaire Babe Ruth.
Sa moyenne au bâton chute de ,334 en 2009 à ,270 lors de la saison 2010 et il frappe 10 circuits, soit huit de moins que l'année précédente. Il produit 67 points et remporte un cinquième Gant doré à l'arrêt-court. 
Devenu agent libre après la saison 2010, il signe un nouveau contrat de trois saisons et une année d'option avec les Yankees le 7 décembre. Durant cette saison, son maillot est le plus vendu de toute la MLB.

#### Saison 2011

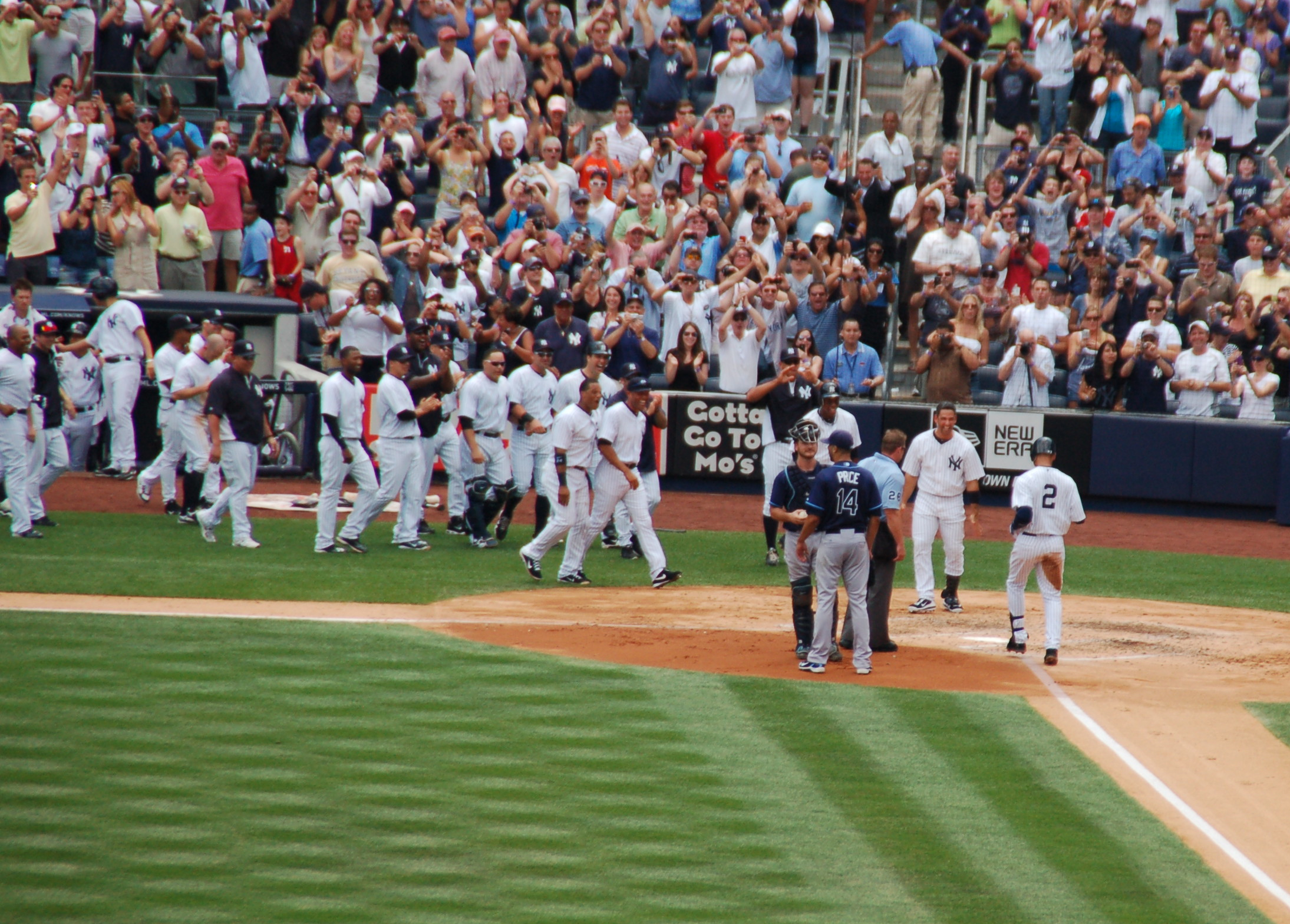
Les joueurs des Yankees attendent Derek Jeter au marbre pour célébrer son 3000e coup sûr en carrière, le 9 juillet 2011.

Jeter, qui mène tous les joueurs en activité du baseball avec 2926 coups sûrs en carrière au moment où s'amorce la saison 2011, est à la poursuite de son 3000e coup sûr. Il est placé sur la liste des joueurs blessés le 14 juin pour une blessure au mollet droit, alors qu'il compte 2994 coups sûrs.
Le 9 juillet 2011, lors d'un match contre les Rays de Tampa Bay, il frappe son 3000e coup sûr : un coup de circuit face au lanceur David Price. Il devient ainsi seulement le 28e joueur à atteindre ce plateau dans l'histoire du baseball majeur, et le premier à le faire dans l'uniforme des Yankees. Des 28 joueurs ayant atteint ce nombre, seuls Jeter et Wade Boggs ont frappé un circuit comme 3000e coup sûr.

#### Saison 2012
Le 21 août 2012, Jeter frappe contre Chicago le 3256e coup sûr de sa carrière pour dépasser Eddie Murray au 12e rang de l'histoire. Avec un simple contre David Price des Rays de Tampa Bay le 14 septembre, Jeter réussit son 3284e coup sûr pour devancer Willie Mays au 11e rang. En 2012, il est invité à son 13e match d'étoiles, remporte son 5e Bâton d'argent et termine 7e au vote désignant le joueur par excellence de la saison, un honneur qu'il n'a jamais gagné mais pour lequel il a maintenant été considéré 11 années différentes. Pour la seconde fois de sa carrière, il mène les majeures pour les coups sûrs. Son total de 216 en 2012 est, à l'âge de 37 ans, sa 2e meilleure performance après avoir mené les majeures avec 219 coups sûrs en 1999. Il mène aussi cette saison-là tous les joueurs des deux ligues pour les passages au bâton (740) et les présences officielles au bâton (683). Il est aussi premier des majeures avec 169 simples et sa moyenne au bâton de ,316 le classe 5e dans la Ligue américaine. En 159 matchs joués, il frappe 15 circuits et produit 58 points.
Jeter se fracture la cheville gauche durant le premier match de la Série de championnat de la Ligue américaine de baseball 2012, face aux Tigers de Détroit. Contraint d'abandonner prématurément la saison sportive, il se fait opérer le 20 octobre, sa période de convalescence et rééducation étant estimée à 5 mois. 

#### Saison 2013
Le 18 avril 2013, la presse annonce que Jeter souffre d'une autre blessure à la cheville. Il entame ainsi la saison sur la liste des joueurs inactifs. 
Jeter retourne aux entraînements le 5 juillet 2013, avec les RailRiders de Scranton/Wilkes-Barre, équipe de ligue mineure de niveau Triple-A affiliée aux Yankees de New York. Il fait finalement son grand retour le 11 juillet 2013, dans un match contre les Royals de Kansas City, en qualité de frappeur désigné mais ne complète pas la rencontre, éprouvant une douleur au quadriceps droit. Il est de retour dans l'alignement le 28 juillet, mais 4 matchs plus tard il se retrouve sur la liste des blessés pour une blessure au mollet droit. Réintégré un peu plus de trois semaines après, sa saison prend fin le 7 septembre lorsqu'il éprouve des douleurs à la cheville dans un match face aux Red Sox. Au total, il ne dispute que 17 matchs durant la saison 2013 et ne frappe que pour ,190 en 63 présences au bâton, avec 12 coups sûrs, un circuit et 7 points produits. 

#### Saison 2014

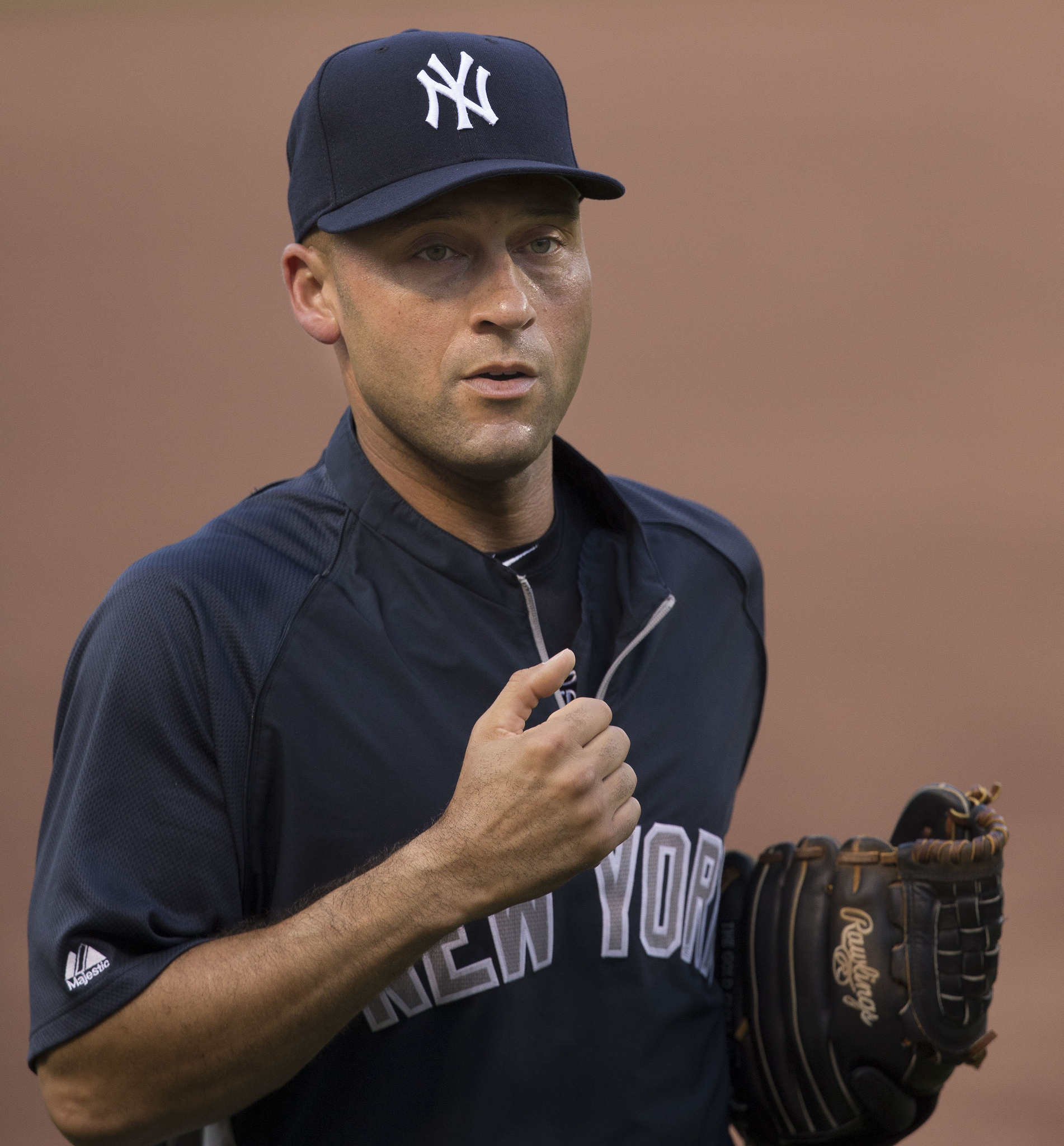
Derek Jeter en 2014.

Le 12 février 2014, Derek Jeter annonce que la saison 2014 sera la dernière de sa carrière.
Le 6 avril 2014, deux coups sûrs à Toronto face à Drew Hutchison, des Blue Jays, permettent à Jeter de hausser son total en carrière à 3 320, au 8e rang de l'histoire devant Paul Molitor.
Le 1er juillet 2014 contre les Rays de Tampa Bay, Jeter réussit le 534e double de sa carrière, pour égaler le record des Yankees détenu par Lou Gehrig.
Jeter est voté arrêt-court partant de la Ligue américaine au match des étoiles 2014, ce qui lui permet d'honorer sa 14e et dernière sélection. John Farrell, le gérant des Red Sox de Boston qui dirige les étoiles de la Ligue américaine cette année-là, l'insère au premier rang de l'ordre des frappeurs. Jeter reçoit des 41 048 spectateurs présents ainsi que des joueurs sur le terrain, qui retirent applaudissent également, une ovation de plus d'une minute lors de son passage au bâton en première manche. Il réussit un simple à son 2e passage à la 3e manche. En 4e reprise, il est sur le terrain à son poste à l'arrêt-court mais est remplacé par le substitut Alexei Ramírez, donnant l'occasion à la foule de le saluer à nouveau. Quelques jours avant le match, la compagnie Nike dévoile une publicité spéciale intitulée RE2PECT (le mot « respect » où la lettre « S » est remplacée par le numéro 2 porté par Jeter) dans laquelle les participants, dont plusieurs célébrités tels Spike Lee, Tiger Woods, Billy Crystal, Phil Jackson, Jay-Z, Carmelo Anthony et Michael Jordan, lèvent leur casquette à la légende du baseball.

#### Performances en séries éliminatoires
Depuis 1995, les phases finales de Ligue majeure se jouent en trois tours et par conséquent le nombre de rencontres est plus important. Les Yankees ayant participé aux séries éliminatoires à chaque fin de saison sauf 2008 depuis cette date, Jeter a pu établir les records pour le plus grand nombre de coups sûrs (175), de présences au bâton (559), de points (99), mais aussi de retraits sur prises (107). En 138 matchs éliminatoires, il a aussi frappé 20 circuits et produit 55 points. Il a participé à 7 finales des majeures et fait partie de 5 équipes championnes de la Série mondiale (1996, 1998, 1999, 2000, 2009).

## Palmarès

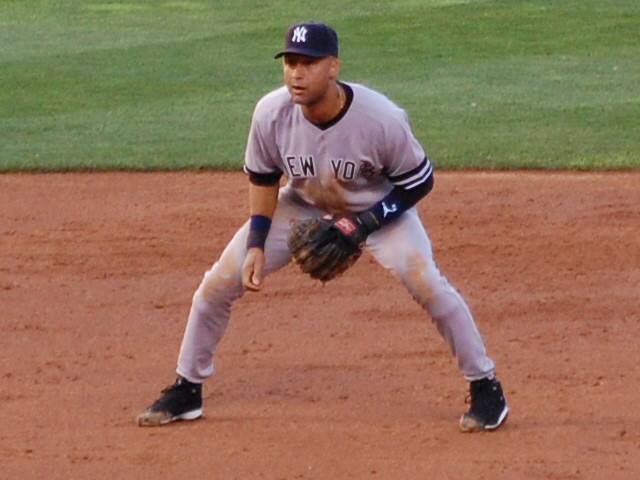
Derek Jeter à l'arret-court.

- Recrue de l'année dans la Ligue américaine : 1996.
- Vainqueur du Gant doré pour un arrêt-court : 2004, 2005, 2006, 2009, 2010.
- Vainqueur du Bâton d'argent : 2006, 2007, 2008, 2009.
- Vainqueur de la série mondiale avec les Yankees de New York : 1996, 1998, 1999, 2000 et 2009
- Meilleur joueur du match des étoiles : 2000.
- Meilleur joueur de la série mondiale : 2000.
- Sept apparitions dans les dix premiers lors du vote pour le joueur par excellence.
- Invité au match des étoiles à 12 reprises : 1998-2002, 2004, 2006-2011.
- Meilleur frappeur de coups sûrs de l'histoire des Yankees[39].
- Meilleur frappeur de coups sûrs de l'histoire de l'ancien Yankee Stadium.
- Le joueur ayant joué le plus de matchs avec les Yankees.

## Copropriétaire des Marlins de Miami
En septembre 2017, la Ligue majeure de baseball approuve la vente du club des Marlins de Miami à Bruce Sherman et Derek Jeter. Ce dernier est le propriétaire minoritaire des Marlins et le chef de la direction. L'entrée en poste du duo est rapidement accompagnée de controverses, alors que la nouvelle équipe de direction procède à une vente de feu pour économiser de l'argent, échangeant notamment aux Yankees de New York le joueur vedette Giancarlo Stanton. Le 14 novembre 2020, il engage la première femme comme directrice générale des Marlins de Miami: Kim Ng

## Divers
Derek Jeter est l'athlète vedette sur les couvertures des jeux vidéo Major League Baseball 2K5, Major League Baseball 2K6 et Major League Baseball 2K7 de 2K Games, pour la série de jeux vidéo All-Star Baseball d'Acclaim Entertainment et pour le jeu vidéo Derek Jeter Pro Baseball 2008 de Gameloft.
Il est présent au musée de cire de Madame Tussauds à New York.
En 2010, il apparait au cinéma dans la comédie américaine Very Bad Cops, dans laquelle il joue son propre rôle.
Il a créé le site The Player's Tribune, où des athlètes professionnels racontent leur sport et des anecdotes de leur carrière dans des textes écrits à la première personne.
Derek Jeter est souvent qualifié comme étant un LadyKiller (séducteur), il a notamment été en couple avec des personnalités très influentes des années 2000 tels que Adriana Lima, Minka Kelly, Jessica Alba, Mariah Carey, Vida Guerra, Jessica Biel, Tyra Banks, Vannessa Minnillo, Jordana Brewster ou encore Hannah Devis.
Il s'est marié en 2016 avec la mannequin Hannah Davis et le couple eut une petite fille en août 2017 .
De nombreuses rumeurs issues de la presse à scandale affirmant que l’athlète aurait propagé l'herpes au sein du gotha hollywoodien ont émergé au cours des années 2000. Cependant, Derek n'eut jamais aucune déclaration à ce sujet,,,.